# Le Départ du grand vieillard
Pour plus de détails, voir Fiche technique et Distribution.
Le Départ du grand vieillard (Уход великого старца, Ukhod velikogo startsa) est un film russe réalisé par Iakov Protazanov, sorti en 1912,.

## Synopsis
Le film retrace la fin de la vie de Léon Tolstoï.

## Fiche technique
- Titre français : Le Départ du grand vieillard[3]
- Titre original : Уход великого старца, Ukhod velikogo startsa
- Photographie : Aleksandr Levitski, Joseph-Louis Mundwiller
- Décors : Ivan Kaveleridze